# St.-Georgs-Kirche (Luková)

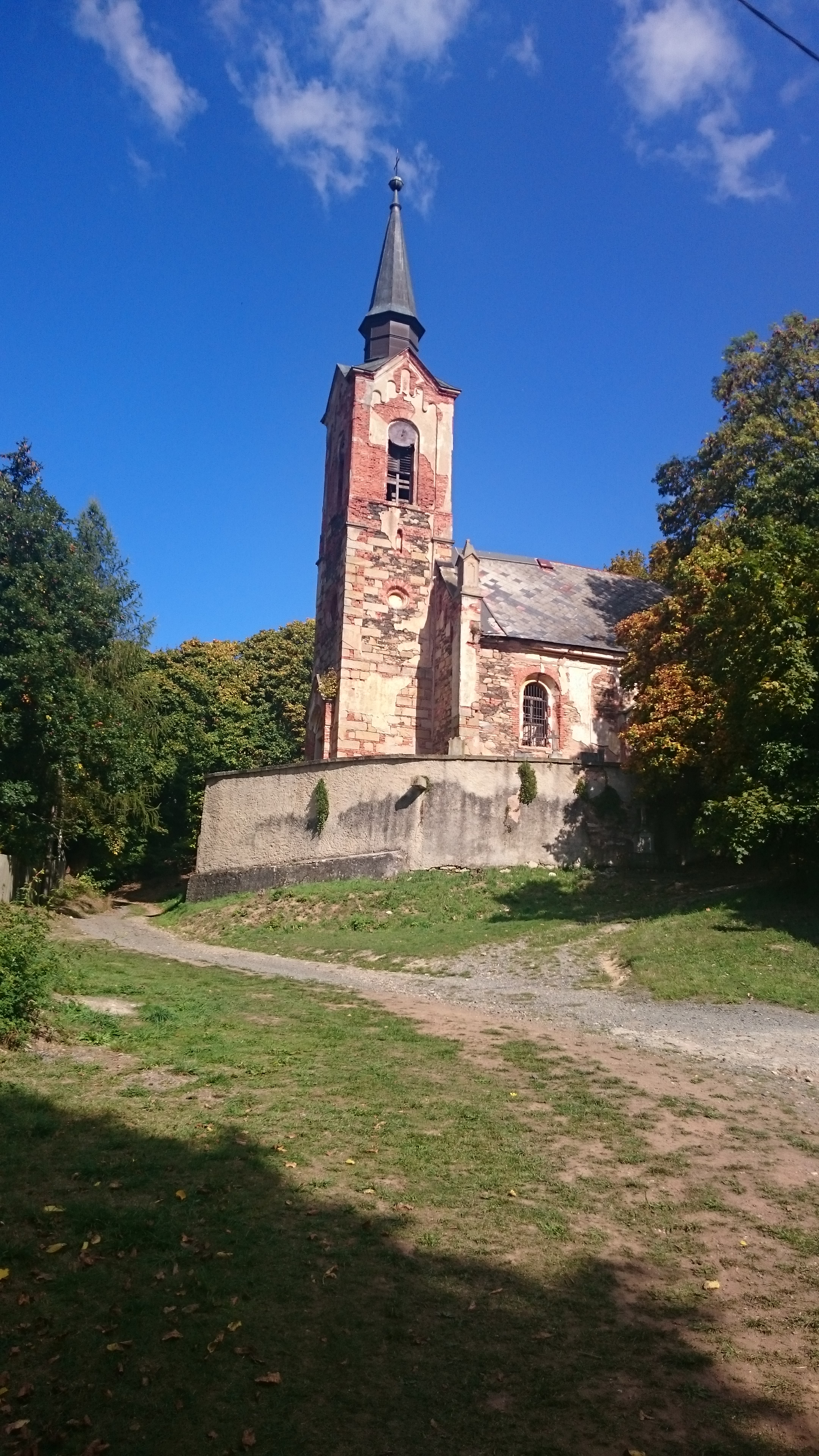
St.-Georg-Kirche

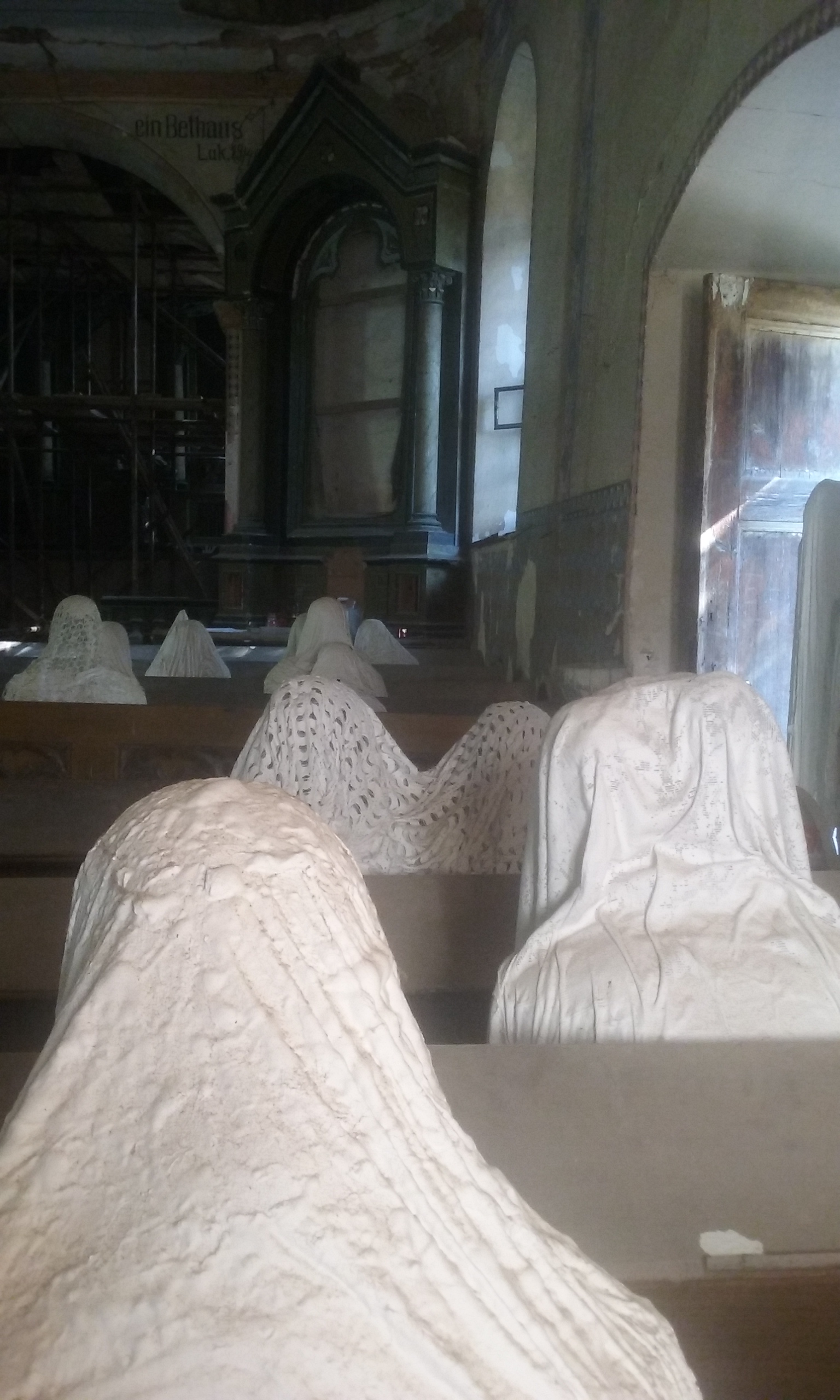
Sitzende Gestalten

Die St.-Georgs-Kirche (tschechisch kostel svatého Jiří, auch Kirche der verlorenen Seelen ) ist ein römisch-katholisches Kirchengebäude in Luková im westlichen Böhmen. Im Innern finden sich Skulpturen.

## Geschichte
Von 1352 ist die älteste Erwähnung eines Pfarrers im deutschsprachigen Luk erhalten, zu dieser Zeit muss eine Kirche bestanden haben. 1797 brannte das Gebäude aus und wurde ab 1800 im neugotischen und neuromanischen Stil wieder aufgebaut.
1968 stürzte das Dach ein. Seit dieser Zeit fanden keine Messen mehr in der Kirche statt, das Gebäude verfiel langsam.
2012 begann der damalige Design-Student Jakub Hadrava mit einer Installation von sitzenden und stehenden Gestalten, die er als Gipsabdrücke von Mitstudenten anfertigte. Diese sollten an die ehemaligen deutschen Bewohner des Ortes bis 1945 erinnern.
Von den Spenden, die durch zahlreiche nationale und internationale Besucher erbracht wurden, konnten inzwischen Dach und Decke erneuert werden, was den morbiden Charme des Gebäudes etwas schmälerte.
Die an Geister erinnernden 32 Skulpturen sind mittlerweile ein beliebtes Touristenziel im westlichen Böhmen. Die Figuren stehen in gewisser Weise in der Tradition der Kunst-Installation in der Kirche "Zur Unbefleckten Empfängnis der Jungfrau Maria" in Hojsova Stráž, die von Viktor König von 2001 bis 2003 geschaffen wurde.